# Pallai Károly Sándor
Pallai Károly Sándor (Miskolc, 1986. június 5. –) magyar óceanista, kreolista, irodalomtörténész, költő, műfordító és szerkesztő.

## Tanulmányai
Tanulmányait a Fényi Gyula Jezsuita Gimnáziumban végezte. Gimnáziumi évei alatt kezdett külföldi konferenciákon előadásokat tartani (Lengyelországban, Litvániában, Németországban, Hollandiában). Kiemelkedő tanulmányi eredményéért Fényi Gyula-díjban részesült.
Tanulmányait francia-török szakon kezdte az ELTE Bölcsészettudományi Karán. Itt tanult francia, latin, török, oszmán, orosz nyelven. Később a frankofón irodalomra koncentrált, már egyetemi évei elején publikált, tartott előadásokat konferenciákon. 2011-ben diplomázott az ELTE francia szakán. 2011-től 2014-ig az Irodalomtudományi Doktori Iskola ösztöndíjas hallgatója. A Karib-térség, az Indiai- és Csendes-óceán modern és kortárs irodalmáról írott, Micrologie de l'identité archipélique (A szigetvilági identitás mikrológiája), több, mint 700 oldalas doktori értekezését 100%-os eredménnyel, summa cum laude minősítéssel védte meg 2015-ben az ELTE-n.

## Munkássága
2012-ben megalapította a Vents Alizés című nemzetközi elektronikus irodalmi és irodalomelméleti folyóiratot, melynek azóta is vezetője. A folyóirat szerkesztői között több nemzetközi és világhírű írót, költőt, kutatót is találhatunk. A lapról világszerte jelentek meg méltató kritikák, számos nemzetközi adatbázisba is bekerült, számonként több ezren olvassák minden kontinensen. Szintén alapítója és vezetője az Edisyon Losean Endyen kiadónak. Egyedüli külföldiként tagja a seychelles-i Sipay irodalmi folyóirat szerkesztőbizottságának.

### Kutatóként
Kutatóként elsősorban a Karib-tenger, az Indiai-óceán és a Csendes-óceán kortárs irodalmaival foglalkozik. Publikációi az Egyesült Államokban, Franciaországban, Haitin, Svájcban, Lengyelországban, Tahitin és Magyarországon jelentek meg. Több nemzetközi tudományos társaság tagja (Mauritius, Hawaii, Ausztrália, Franciaország, Hollandia), négynek egyedüli magyarként.
Elsődleges kutatási területe az Indiai-óceán és a Csendes-óceán irodalma. Kreolistaként a Karib-térség és az Indiai-óceán kreol nyelveit, irodalmait kutatja (Seychelle-i kreol, haiti kreol, mauritiusi kreol, papiamento (Holland Antillák), szranan, szarnami, szaramakka, aukan (Suriname). Elsőként publikált tanulmányokat a Seychelle-szigetek angol, francia és kreol nyelvű költészetéről, jelentek meg írásai Martinique, Mauritius, Francia Polinézia frankofón irodalmairól, Óceánia angol nyelvű költészetéről. Tanulmányai, recenziói az Egyesült Államokban, a Seychelle-szigeteken, Lengyelországban, Csehországban, Tahitin és Magyarországon jelentek meg.
2014 tavaszi félévében óraadó a Pécsi Tudományegyetemen, ahol az Indiai- és a Csendes-óceán történelméről, irodalmairól, kultúráiról tart előadásokat (Réunion, Mauritius, Puduccseri, Seychelle-szigetek, Comore-szigetek, Vanuatu, Új-Kaledónia, Wallis és Futuna, Francia Polinézia).

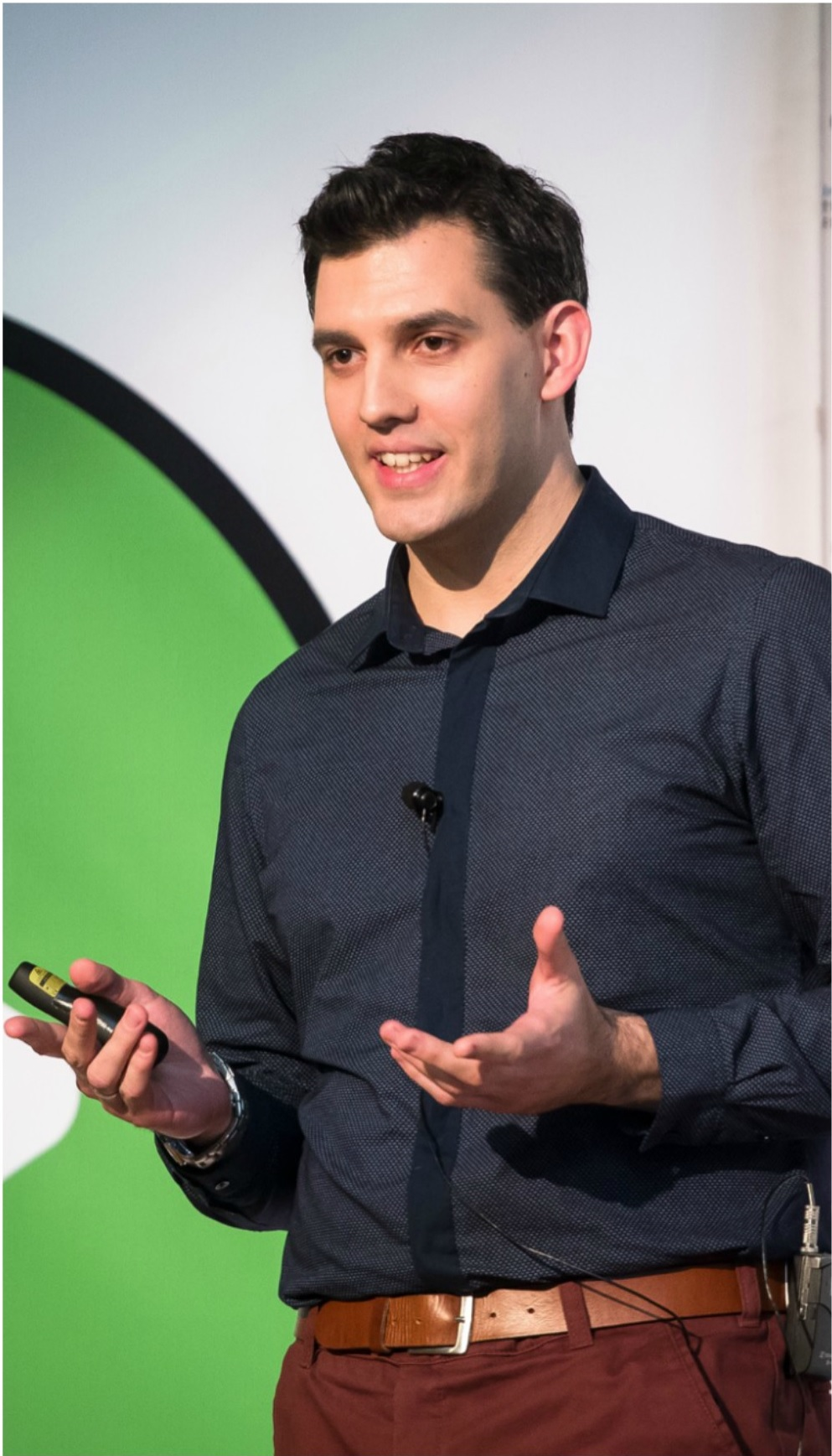
Pallai Károly előadása a Templeton Talks rendezvényen (2016)

2014-ben több nemzetközi kutatói ajánlás alapján eddigi egyedüli magyarként tagjai közé választotta az Európai Óceanisták Szövetsége.
Nemzetközi és hazai fórumokon is rendszeresen hangsúlyozza az irodalom és a bölcsészettudományok jelentőségét a kultúrdiplomáciai kapcsolatok, a "különböző országok, vallások és kultúrák közötti kommunikáció elmélyítésében".
2015-ben részt vett az ELTE BTK Szakmódszertani Központja által koordinált bölcsésztanár-képzéssel kapcsolatos kutatásokban (a francia nyelv didaktikája). Ugyanebben az évben jelent meg Suriname költészetének történetét bemutató tanulmánya.
2016-ban megjelent a karibi holland szigetek irodalomtörténetéről írt tanulmánya a terület szerzőinek műveiből készült fordításaival egyetemben. A Csodák Palotája meghívására első irodalmárként tartott ismeretterjesztő előadást a Csopa Café előadássorozat keretében a tengerek és óceánok irodalmáról, bemutatva Óceánia földrajzát, történetét, a kontinens megismerése szempontjából meghatározó 18-20. századi magyar utazókat, felfedezőket és részletesen beszélt Francia Polinézia földrajzáról, esemény- és kultúrtörténetéről, bemutatva a szigetek nemzetközi szinten is kevéssé ismert irodalmát.
A Magyar Templeton Program keretében életét, személyes történetét bemutatva tartott inspirációs, motivációs előadást az olvasás fontosságáról, az óceánok kultúrájának jelentőségéről, az irodalom személyiségformáló, jövőt alakító erejéről.
2017-ben a Pécsi Tudományegyetem gondozásában jelent meg a Seychelle-szigetek költészetéről írt monográfiája, mely nemzetközi szinten is az első tudományos munka, amely részletes elemzést ad a szigetország kortárs költészetéről. Szintén az Acta Romanica Quinqueecclesiensis sorozatban került kiadásra a Karib-tenger, az Indiai-óceán és Óceánia kortárs irodalmával foglalkozó könyve, valamint a Francia Polinézia kortárs irodalmáról szóló monográfiája.
Alma matere, a Fényi Gyula Jezsuita Gimnázium meghívására 2017. májusában motivációs előadást tartott az irodalomról, kutatásairól, a műfordításról, a jezsuita nevelés jelentőségéről és több irodalomóra keretében is beszélt Óceánia irodalmairól és nyelveiről.

### Költőként
Irodalmi alkotásaira a legnagyobb hatással olyan szerzők voltak, mint Charles Bukowski, Raymond Carver, William S. Burroughs, Reinaldo Arenas, Jean Genet, Bernard-Marie Koltès, Konrád György, Maya Angelou, Frankétienne, Chantal Spitz, Rae Armantrout.
Költőként francia, angol, spanyol, magyar, portugál, szuahéli, román, Seychelle-i kreol, tahiti és török nyelven ír és publikál. Verseit angol és román nyelvre is fordították.
Versei világszerte számos helyen jelentek meg elektronikus és nyomtatott folyóiratokban (Tahiti, Amerikai Egyesült Államok, Haiti, Kína, India, Észak-Írország, Franciaország, Dánia, Svájc, Nigéria, Kanada, Fülöp-szigetek, Seychelle-szigetek, Thaiföld, MagyarországAnglia.)
Első francia nyelvű kötete Soleils invincibles címmel jelent meg 2012-ben, melyről több kritika, beszámoló is számot adott Észak-Amerikában és Európában. 2013-ban Mangeurs d'anémones címmel jelent meg francia nyelvű drámája, melynek legfőbb inspirációját Kurtág György, Ligeti György és Eötvös Péter zenéje jelentette.

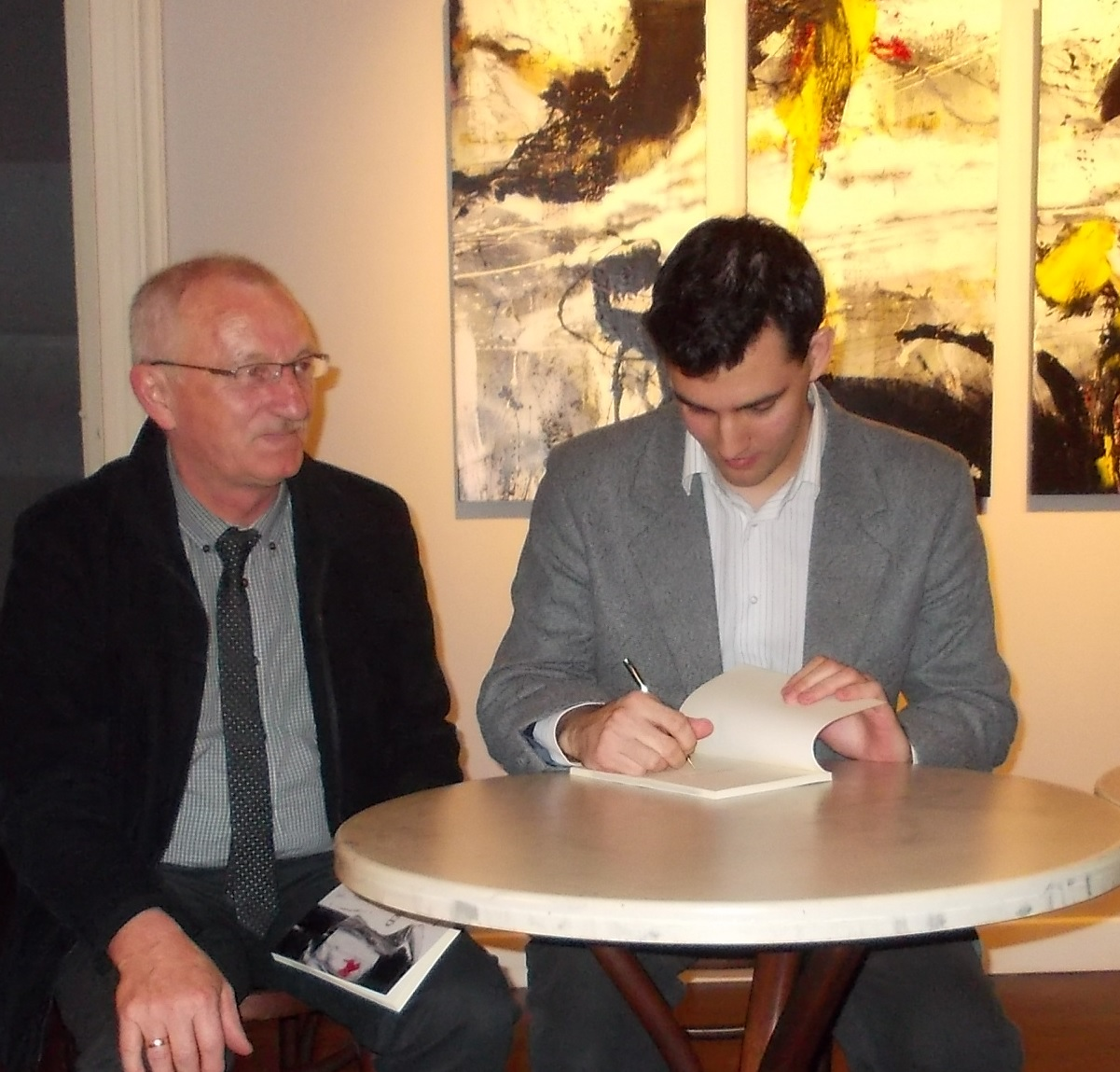
Pallai Károly Sándor Liberty Limited című kötetét dedikálja a könyvbemutatón (Budapest, 2014)

2013-ban "Elle. Seule" című versével egyedüli magyarként képviselte országunkat a Woman Scream nemzetközi költészeti és művészeti fesztivál programján Párizsban.
Műveiben gyakran foglalkozik a szabadság, az emberi jogok, az identitás, az interkulturalitás, az önmegismerés témáival, nemzetközi konfliktusokkal, az emberkereskedelem, a kisebbségek, az elnyomás kérdéseivel (témái között szerepel Mianmar, Észak-Korea, Egyiptom, Szíria, a Fülöp-szigetek, Tanzánia, Kína, Afganisztán, Nepál, Nigéria, Dél-Afrika). Ezek a témák különösen hangsúlyosan vannak jelen 2013-ban megjelent, Liberty Limited című angol nyelvű kötetében. A könyvről többek között Dr. Gladys M. Francis, a Georgia State University irodalomprofesszora írt rendkívül elismerő kritikát, melyben hosszas elemzések során amellett érvel, hogy a Liberty Limited ,,a test kérdésével, a testi fájdalommal foglalkozó egyik legjobb, legerőteljesebb mű, mellyel eddig találkozott".
Versei sokszor magyar és külföldi művészek munkáihoz készülnek, vagy azok illusztrálják szövegeit (Pintér András Ferenc, Szigethy Eszter, Szunyoghy Viktória, Batta Eszter, Sophie Lartaud Brassart).
2013-ban ő volt a Seychelle-i Sipay című irodalmi folyóirat tizedik számának meghívott költője. Szintén ettől az évtől tagja több nemzetközi költészeti szervezetnek: a kolumbiai székhelyű World Poetry Movement-nek és a görögországi központú World Poets' Society-nek.
A MATEHETSZ (Magyar Tehetségsegítő Szervezetek Szövetsége) felkérésére 2014-ben és 2015-ben mentorként vett részt a Tehetség Piactér országos tehetségfejlesztő, tehetségsegítő programban (irodalom, kreatív írás, műfordítás). Mentoráltjával való együttműködése közönségdíjas lett. A szervezet felkérésére 2015-ben, 2016-ban és 2017-ben az Aegon-MATEHETSZ országos irodalmi pályázatának zsűritagja.
Angol nyelvű verse bekerült az afgán hazara népnek szentelt nemzetközi antológiába (2014, Full Page Publishing, New York-Oslo).
A 2014-es nigériai lányrablásról szóló angol verse (Chibok Debris) a Nigériában kiadott We Cry for Peace című nemzetközi antológiában jelent meg (2014, Speaking Pen International, Lagos).
2015-ben a nepáli szervkereskedelemről írt angol nyelvű verse (Nepal Incubus) bekerült a Voice of Humanity című, Nigériában megjelent nemzetközi költészeti antológiába (2015, Speaking Pen International, Lagos). A Maya Angelou emlékére kiadott The Phenomenal Woman nemzetközi antológiában megjelent Electric Asphodel című verse, ezzel egyedüli európai költőként került be a kötetbe (2015, Hinovelty, Aba, Nigéria). Egyedüli magyarként válogatták be a Kínában kiadott, a világ 100 költőjét bemutató 2014-es költészeti világévkönyvbe verseivel, életrajzával.
2016-ban tagja lett a chilei központű Movimiento Poetas del Mundo nemzetközi költészeti szervezetnek Versei bekerültek a Kínában kiadott 2015-ös költészeti világévkönyvbe.
2017 januárjában az Észak-Magyarország felkérésére vendégkommentárt írt a magyar kultúra napja alkalmából. A MATEHETSZ felkérésére az irodalom kategória előválogatójaként részt vett az 50 tehetséges magyar fiatal (La femme magazin) zsűrizésében. A Szabó Lőrinc Idegennyelvű Könyvtár felkérésére 2017. március 31-én, Szabó Lőrinc születésének 117. évfordulóján beszédet mondott a költő szobrának koszorúzásán, majd előadást tartott a műfordítás fontosságáról, fordítói munkájáról, Suriname és a karibi holland szigetek irodalmáról.

### Műfordítóként
Több nyelv első magyar műfordítója (haiti kreol, mauritiusi kreol, Seychelle-i kreol, szranan, szarnami, szaramakka, papiamento, aukan).
Tahiti nyelvről fordított verseit a Tempevölgy és a Drót folyóirat közölte. Mauritiusi kreolról és haiti kreolról fordított versei a Drót elektronikus kulturális, irodalmi folyóirat világirodalmi rovatában jelentek meg. A martinique-i Patrick Chamoiseau novelláinak fordításai a Valamikor hajdanában című kötetbe kerültek be (Napkút Kiadó, 2012).

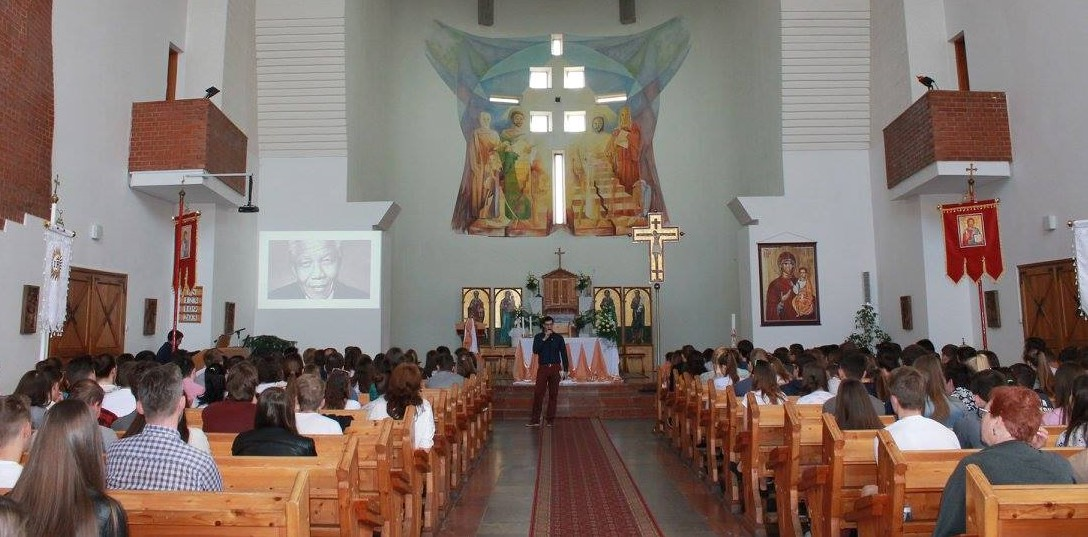
Pallai Károly Sándor motivációs előadása irodalomról, műfordításról, az óceánok kultúrájáról, inspirációról, felelősségről és a jezsuita nevelésről (Fényi Gyula Jezsuita Gimnázium, Miskolc, 2017)

Suriname költészetének történetét bemutató tanulmányával együtt fordításában megjelentek az ország jelentős költőinek versei is, melyeket holland, szranan, szarnami, szaramakka, papiamento és aukan nyelvről fordított. A karibi holland szigetek költőinek műveiből is fordít; a Tempevölgyben megjelent, a szigetek irodalomtörténetéről szóló írását papiamento fordításai is kísérték. A KULTER és a Szőrös Kő közölte afrikaans fordításait: Antjie Krog, a Dél-afrikai Köztársaság egyik legjelentősebb költőjének verseit fordította magyarra.
2015-ben magyar költészeti sorozatot indított a párizsi Éditions du Cygne kiadóval. 2015-ben a sorozat első kötetében Fellinger Károly verseit válogatta, fordította franciára és látta el előszóval (Bétonnière ivre). A kötet Párizsban jelent meg. 2016-ban a sorozat második köteteként Petőcz András verseit fordította franciára Kassai Györggyel és a kötetet lektorálta (Naissance du visage étranger). Ezt követően Balázs F. Attila verseit válogatta, fordította franciára, melyek előszavával szintén 2016-ban jelentek meg Párizsban Chair impassible címmel. A sorozat következő könyveként Fellinger Károly 120 verses kötete jelent meg 2017-ben À l'affût de Dieu címmel, mely szövegeit válogatta, fordította és előszóval látta el.
2017-ben Manolis (Emmanuel Aligizakis) görög-kanadai költő angol nyelvű verseit válogatta, fordította franciára és látta el előszóval; a kötet párizsi Éditions du Cygne kiadó világköltészeti sorozatában jelent meg. Ugyanebben az évben jelent meg fordítása, Fellinger Károly A Kincsesláda című könyvének kétnyelvű kiadásában (A Kincsesláda - The Treasure Chest, AB-ART, Pozsony). Fordításában 2017-ben megjelent Denis Emorine francia költő első magyar nyelvű kötete Bouria, szavak a viharban címmel, melyhez bevezető tanulmányt is írt. Angol fordításában megjelent Fellinger Károly "Elbocsátó" című verse az Amaravati Poetic Prism nemzetközi költészeti antológiában (India).
Rendszeresen népszerűsíti a magyar költészetet külföldi folyóiratokban publikált fordításai révén is. Fellinger Károly, Tóthárpád Ferenc és Tóbiás Krisztián verseiből készült fordításait az Empty Mirror, a Setu (Egyesült Államok), az "A New Ulster" (Észak-Írország), a Traversées (Belgium) és a Sipay (Seychelle-szigetek) folyóiratok közölték. A Fellinger Károly verseiből készült angol fordításai bekerültek a Kínában kiadott költészeti világévkönyvbe is. Francia fordításait (Denis Emorine, Isabelle Poncet-Rimaud) a Helikon, a Szőrös Kő, a Holdkatlan, a Drót és Tempevölgy közölte.

## Elismerések
Irodalmi, kulturális munkásságával kapcsolatban cikkek és interjúk készültek külföldön és Magyarországon egyaránt.
Alkotói és elméleti munkájának elismeréseképpen 2013-ban beválasztották az 50 tehetséges magyar fiatal közé: mentora, Zétényi Lili, a La femme magazin főszerkesztője szerint "Károly vérbeli bölcsész, nyelvzseni, az idegen kultúrák szerelmese – és lánglelkű poéta is egyben". Ugyanebben az évben a seychelles-i kulturális miniszter kitüntette a seychelles-i irodalomért és kultúráért végzett munkájáért.
Tudományos és irodalmi alkotótevékenysége elismeréseként 2014-ben az ELTE egyedüli doktoranduszaként bekerült az ELTE Megéri videóportré-sorozatba olyan jeles tudósok és szakemberek közé, mint Lovász László, Béres József, Garaczi László, Bojár Gábor, Bánáti János, Persányi Miklós vagy Winkler Márta.
2016-ban bekerült a kivételes (1 a 10 000 -ből képességű) kognitív tehetségeket azonosító és támogató Templeton Programba közel 20.000 jelentkező közül többfordulós, összetett kiválogatási folyamat eredményeként (intelligencia-tesztek, nemzetközi szintű tudományos eredmények, motiváció és kreativitás mérése, tesztek, személyes interjú).
2016. május 11-én irodalomtörténészi, műfordítói, költői munkája elismeréseként Miskolc ünnepi közgyűlésén, a Miskolci Nemzeti Színházban Szabó Lőrinc-díjban részesült.
2016-ban elnyerte az általános emberi értékek, emberi jogok témájával foglalkozó irodalmi alkotásokat elismerő Naji Naaman Nemzetközi Irodalmi Díjat (نتائج جوائز ناجي نعمان الأدبيَّة, Libanon) (a díj fennállásának 14 éve alatt az első magyar költőként): a díj kuratóriuma új kategóriát alapított (Genius prize) a magyar költő teljesítményének elismerésére, amire, mint hangsúlyozták, a díj történetében korábban még soha nem volt példa. A díjjal Hongrie-Poème című, 38 oldalas, Magyarország történetével, jelenével és jövőjével, a magyar identitással, annak lelki és filozófiai összetevőivel foglalkozó versciklusát ismerték el.

## Családja
Édesanyja Pallainé Stoll Edit (1951) tanító, szaktanácsadó, közoktatás-vezető, szakvizsgázott pedagógus, tehetségfejlesztő szakértő, a miskolci Istvánffy Gyula Általános Iskola nevelője. Édesapja Pallai Sándor (1951-2001), a miskolci Eötvös József Építőipari és Művészeti Szakképző Iskola műszaki szakoktatója. Testvérei Sándor (†), Ágnes, Mariann. Volt feleségétől, Dr. Patona Máriától egy fia született, Mátyás Benedek (2016).

## Tudományos művei, monográfiái
| Év   | Könyv címe | Kiadó                                                                      | Terjedelem | ISBN              |
| ---- | --- | -------------------------------------------------------------------------- | ---------- | ----------------- |
| 2017 | Microlectures polynésiennes: Îles, consciences et identités dans la littérature contemporaine de la Polynésie française (Francia Polinézia kortárs irodalmáról)                                         | Pécsi Tudományegyetem, Francia Tanszék (Acta Romanica Quinqueecclesiensis) | 232 old.   | 978-963-429-145-9 |
| 2017 | Mosaïque des océans: Idées, identités et enjeux dans les littératures contemporaines de la Caraïbe, de l'océan Indien et de l’Océanie (A Karib-tenger, az Indiai-óceán és Óceánia kortárs irodalmairól) | Pécsi Tudományegyetem, Francia Tanszék (Acta Romanica Quinqueecclesiensis) | 228 old.   | 978-963-429-116-9 |
| 2017 | Subjectivités seychelloises: Identité et insularité dans la poésie seychelloise contemporaine (A Seychelle-szigetek kortárs költészetéről)                                                              | Pécsi Tudományegyetem, Francia Tanszék (Acta Romanica Quinqueecclesiensis) | 113 old.   | 978-963-429-114-5 |

A könyvek elérhetőek a Magyar Elektronikus Könyvtárban (olvasás, letöltés):
- Subjectivités seychelloises
- Mosaïque des océans
- Microlectures polynésiennes

## Szépirodalmi művei
| Év   | Könyv címe          | Kiadás helye                  | Kiadó           | Terjedelem | Műnem, műfaj        | ISBN              |
| ---- | ------------------- | ----------------------------- | --------------- | ---------- | ------------------- | ----------------- |
| 2013 | Liberty Limited     | Victoria (Seychelle-szigetek) | Éditions Arthée | 133 old.   | Líra (műnem) (Vers) | 978-99931-846-3-8 |
| 2013 | Mangeurs d'anémones | Victoria (Seychelle-szigetek) | Éditions Arthée | 104 old.   | Dráma (Színmű)      | 978-99931-846-2-1 |
| 2012 | Soleils invincibles | Victoria (Seychelle-szigetek) | Éditions Arthée | 80 old.    | Líra (műnem) (Vers) | 978-99931-846-1-4 |

Művei a Magyar Elektronikus Könyvtárban (MEK) - olvasás, letöltés:
- Soleils invincibles verseskötet
- Mangeurs d'anémones színdarab

## Műfordításai

### Verseskötetek, könyvek
| Év   | Könyv címe                   | Szerző                        | Kiadás helye | Kiadó             | Terjedelem | Fordítás nyelve   | ISBN              | Megjegyzés                                         |
| ---- | ---------------------------- | ----------------------------- | ------------ | ----------------- | ---------- | ----------------- | ----------------- | -------------------------------------------------- |
| 2017 | À l'affût de Dieu            | Fellinger Károly              | Párizs       | Éditions du Cygne | 136 old.   | magyar -> francia | 978-2-84924-504-0 | válogatás, fordítás, előszó                        |
| 2017 | Bouria, szavak a viharban    | Denis Emorine                 | Budapest     | Underground Kiadó | 73 old.    | francia -> magyar | 978-963-12-8966-4 | szerkesztés, fordítás, előszó                      |
| 2017 | The Treasure Chest           | Fellinger Károly              | Pozsony      | AB-ART            | 134 old.   | magyar -> angol   | 978-80-8087-205-2 | fordítás                                           |
| 2017 | Feuilles d'automne           | Manolis (Emmanuel Aligizakis) | Párizs       | Éditions du Cygne | 56 old.    | angol -> francia  | 978-2-84924-477-7 | válogatás, fordítás, előszó                        |
| 2016 | Chair impassible             | Balázs F. Attila              | Párizs       | Éditions du Cygne | 86 old.    | magyar -> francia | 978-2-84924-460-9 | válogatás, fordítás, előszó                        |
| 2016 | Naissance du visage étranger | Petőcz András                 | Párizs       | Éditions du Cygne | 82 old.    | magyar -> francia | 978-2-84924-447-0 | fordítás (Kassai Györggyel), válogatás, lektorálás |
| 2015 | Bétonnière ivre              | Fellinger Károly              | Párizs       | Éditions du Cygne | 104 old.   | magyar -> francia | 978-2-84924-428-9 | válogatás, fordítás, előszó                        |

### Fordítások könyvekben, folyóiratokban, antológiákban
- Fellinger Károly: ”Dismissal”, IYENGAR, Padmaja (szerk.): Amaravati Poetic Prism 2017, Vidzsajavádá, India, The Cultural Centre of Vidjayawada & Amaravati, 2017, 709. old. ISBN 978-93-86653-27-7 (magyar->angol)
- Fellinger Károly: ”Pebbles Smelling of Leaf-Mould”, ”From Afar”, ”Two Surfaces”, ”Replica”, ”Pain Killer”, ”Time Hault”, Ygdrasil, Kanada, XXV/9, n°293, pp. 7–12.
- Isabelle Poncet-Rimaud: ”Hallgasd, ahogy csepegnek”; ”Horgonyoznak a szavak”; ”Költészet”; ”A hold”; ”Amott, ott messze”; ”Bennem feketén”; ”Benned a messzeségben”; ”Megkérdőjelezés”; ”Megbokrosodik az idő”; ”A hasat célzod”; ”Halál árnyai”; ”Nappal a buzgó”, Helikon, 2017/11, p. 4. (francia->magyar)
- Fellinger Károly: ”Continuity”, ”Illusionists”, ”Dried-Up Shadow”, ”In Memoriam Alois Alzheimer”, ”Evergreen”, ”Replica”, ”Painkiller”, ”Time Halt”, A New Ulster (Észak-Írország, n°58, pp. 33–41.
- Tóthárpád Ferenc: ”Waiting for a Heavenly Sign”; ”Winter Silence”; ”Autumn”, Sipay (Seychelle-szigetek), n°17, pp. 31–32.
- Denis Emorine: ”A világ nem kerüli meg többé...”; ”Körülötted”; ”Hiába rajzolsz...”; ”Muszáj rászánnod magad”; ”Visszhangoztak még a rekviem utolsó hangjai”, ”Lépteid a dácsához vezetnek”; ”Nem tudod már kinyitni”, ”Megtanultam hallgatni”, ”Anne Virginie-nek”, ”Felfrissítik egy pillanatra...”, Holdkatlan, 2017/24, (francia->magyar)
- Fellinger Károly: ’’Dismissal’’, ’’Wrist Movements’’, ’’Earthen Terrace’’, Setu सेतु: A Bilingual Journal of Literature, Arts, and Culture साहित्य, कला और संस्कृति की अंतर्राष्ट्रीय द्वैभाषिक पत्रिका (2475-1359) (Egyesült Államok), 2017/4, (magyar->angol)
- Denis Emorine: ’’Sabine Claude-nak’’, ’’Evangelia Chatzistamatinak’’, ’’Nem tudod többé’’, ’’Mindenki’’, ’’Múltját siratni’’, ’’Régen nem tudom már’’, ’’Egy szép napon’’, Holdkatlan, 2017/17, (francia->magyar)
- Tóbiás Krisztián: "The Stigmata of the Masons", "It Was Summer", "The Fish Are Perishing", "The Almighty is Sitting in front of the Table", "Empty Mirror", Egyesült Államok, 2017/3, (magyar->angol)
- Fellinger Károly: "Table mise", "Amplification", "Passage", "Chanson", "Sur l'éternité et l'idée de la mort", "Dessous de verre", "Un autre haïku", "Feuilles persistantes", "Proximité", "Ciel embourbé", "Parnasse", "Flottant", "Carrosse", "Le petit prince", "Une pincée d'esprit", Traversées, Belgium, n°82, 2017, pp. 19–33.
- Fellinger Károly: "Magnifying", "Mire of the Skies", "On Death and Eternal Life", "Song", "During Writing", "What Remains of Reading", "Empty Mirror", Egyesült Államok, 2017/2, (magyar->angol)
- Antjie Krog: "Óda egy másik életért", "Nézd, oly földet teremtek magamnak", "Kegyelem és bánat földje", Szőrös Kő, 2016/4, pp. 11–18. (afrikaans->magyar)
- Antjie Krog: "Anyám, verset írok neked", "kövület-abc", "Maradj velem", KULTER, 2016/11. (afrikaans->magyar)
- W. Barna Erika: "Prayer for handwriting", A kézírás teremtő hatalma, Üveghegy Kiadó, Százhalombatta, 2016, pp. 440–441. (magyar->angol)
- Pierre Lauffer: "Curaçao", "Anyanyelvem", Nydia Ecury: "Szerelem a csendben", Lucille Berry-Haseth: "Identitás", Tico Croes: "X", Carel de Haseth: "Hajnal", Tempevölgy, 2016/3, pp. 54–58. (papiamento->magyar)
- Fellinger Károly:"Flowing Hair", "Parnassus", "A Pinch of Spirit", "Unblessed Blessing", ZHI, Zhang és TINGJIE, Lai (szerk.):World Poetry Yearbook 2015, Chongqing, Kína, International Poetry and Translation Centre (IPTRC) - Earth Culture Press, 2016, 300-301. old. ISBN 978-0-9712188-1-9 (magyar->angol)
- Fellinger Károly: "Bear coaster", "Spread table", "Passage", Sipay (Seychelle-szigetek), n°15, 2016, p. 15. (magyar->angol)
- Fellinger Károly: "9 September 2015", "What Remains of Reading", "Molded Experience", "Solar Eclipse", "Closeness", "Parnassus", Makata: An online journal of Philippine and international contemporary poetry (Fülöp-szigetek), 15. évf., 1. szám, 2016. (magyar->angol)
- Lucien Noullez: "2015 egyik legnagyobb olvasmányélménye", Szőrös Kő, 2016/1, pp. 63–64. (francia-> magyar)
- Sanda Voïca: "Költészet, ami közvetít", Opus, 8. évf., 2. szám, 2016, pp. 92–95. (francia-> magyar)
- Denis Emorine: "Madelaine-nek, aki tudja...", "Miért nem hagyod már", "Ne sirasd tovább", "Oly hideg volt", "Visszafordult feléd" (5 vers), Tempevölgy, 2016/3. (francia-> magyar)
- Denis Emorine: "Egy napon", "Apámnak", "Késő már", "Szása Karvovszkinak" (4 vers) , Szőrös Kő (Szlovákia), 2016/1, pp. 2–4. (francia -> magyar)
- Trefossa: "Csendesülj, nyugodj", Edgar Cairo: "Új korok gyermeke", "Kígyólélek", Shrinivasi: "Éjjeli szó", R. Dobru: "Egy fa mind", Andrés Grimar: "Rondó", Dorus Vrede: "Zöld-szívű virágok", Tempevölgy, 2015/4., pp. 18–26. (holland, szranan, szarnami, szaramakka, papiamento, aukan -> magyar)
- Denis Emorine: "Anna Ahmatovának", "Delphine Haslé-nak" (4 vers) , Drót, 2015/12. (francia -> magyar)
- Henri Hiro: "Utazó" (1 vers), Littérama'ohi (Tahiti), n° 22, 2015, p. 139. (tahiti -> magyar)
- Emmanuel Vedrine: "Vadvirág", Henri Hiro: "Fájó emlék" (2 vers), Drót, 2014/11. (haiti kreol, tahiti -> magyar)
- Saradha Soobrayen: "Ahogy a gyermek nézi", Alain Fanchon: "Kis papírhajó" (2 vers), Drót, 2014/10. (mautiusi kreol -> magyar)
- Turo a Raapoto: "Szülőföldem virágai", "Eső", "Ez a Te hazád", Patrick Araia Amaru & Edgar Tetahiotupa: "Magasan áll a tenger a torkolatnál", Patrick Araia Amaru: "Kis folyó", "Szent rítus", "Mit kezem vetett, le is aratja majd", "Kultúra és identitás", Henri Hiro: "Látomás" (9 vers), Tempevölgy, 2014/2, pp. 49–51. (tahiti -> magyar)
- Patrick Chamoiseau: "Csillagjáró Kicsit János" (1 novella), in: Valamikor hajdanában: Mesék Martinique szigetéről, Budapest, Napkút Kiadó, 2012, pp. 73–80. (francia -> magyar)
- Patrick Chamoiseau: "Az asszony, aki kiszárította a szíveket" (1 novella), in: Valamikor hajdanában: Mesék Martinique szigetéről, Budapest, Napkút Kiadó, 2012, pp. 39–42. (francia -> magyar)

## Versei antológiákban
- Dove of Peace (angol nyelvű vers magyar verzióval, "Békegalamb"): IYENGAR, Padmaja (szerk.): Amaravati Poetic Prism 2017, Vidzsajavádá, India, The Cultural Centre of Vidjayawada & Amaravati, 2017, 226. és 708. old. ISBN 978-93-86653-27-7
- Láblógató (magyar vers): Burza Patrícia Kármen és Tóbiás Krisztián (szerk.): Mire gondolsz? kortárs gyermekirodalmi antológia, Balatonfüred, Tempevölgy Könyvek 20., Balatonfüred Városért Közalapítvány, 2016, 90-91. old. ISBN 978-963-9990-46-3
- Adam and Eve were apparently black, Invoking a hipster Moses, Psalm of Reluctance (angol nyelvű versek): ZHI, Zhang és TINGJIE, Lai (szerk.):World Poetry Yearbook 2015, Chongqing, Kína, International Poetry and Translation Centre (IPTRC) - Earth Culture Press, 2016, 147-148. old. ISBN 978-0-9712188-1-9
- Hongrie-Poème (francia nyelvű versciklus): CHEMALY, Antoine Chaker és AL-MELHEM, Balqis (szerk.): Naji Naaman's Literary Prizes, Jounieh, Libanon, FGC Naji Naaman's Foundation, 2016, 47-53. old. ISBN 978-9953-580-65-4[121]
- Matutinal Adoration, Bangladesh Hearts (angol nyelvű versek): ZHI, Zhang és TINGJIE, Lai (szerk.):World Poetry Yearbook 2014, Chongqing, Kína, International Poetry and Translation Centre (IPTRC) - Earth Culture Press, 2015, 170-171. old. ISBN 978-0-9712188-1-9
- Electric Asphodel (angol nyelvű vers): ONUOHA, Ifeanyi Enoch és EMENIKE, Ogwo David (szerk.): The Phenomenal Woman, Aba, Nigéria, Hinovelty, 2015. ISBN 978-150-301-241-7[122]
- Nepal Incubus (angol nyelvű vers): OLAOLUWA, Abegunde Sunday (szerk.): Voice of Humanity, Lagos, Nigéria, Speaking Pen International, 2015. ISBN 978-150-043-266-9[123]
- Chibok Debris (angol nyelvű vers): OLAOLUWA, Abegunde Sunday (szerk.): We Cry for Peace, Lagos, Nigéria, Speaking Pen International, 2014. ISBN 978-150-040-844-2[124]
- Dalil'dera (angol nyelvű vers): MIR HAZAR, Kamran (szerk.): Poems for the Hazara, A Multilingual Poetry Anthology, New York-Oslo, Egyesült Államok-Norvégia, Full Page Publishing, 2014. ISBN 978-098-377-086-2[125][126][127]

## Tudománynépszerűsítő előadások, felolvasások, könyvbemutatók, beszélgetések
- Irodalom és jezsuita nevelés, Fényi Gyula Jezsuita Gimnázium és Kollégium, Miskolc, 2017. május 22.
- Mire jó az irodalom?, Fényi Gyula Jezsuita Gimnázium és Kollégium, Miskolc, 2017. május 22.
- Mire jó a műfordítás? Nyelvekkel és irodalmakkal a világ körül, Szabó Lőrinc Idegennyelvű Könyvtár, Miskolc, 2017. március 31.[128]
- Mire jó az irodalom? Egy óceanista vallomásai, Templeton Talks, Közép-Európai Egyetem (CEU) előadóterme, Budapest, 2016. november 30.[129]
- Óceánok és tengerek irodalma, ismeretterjesztő előadás, Csodák Palotája, Csopa Café, Budapest, 2016. szeptember 13.[28][29]
- Mire jó az irodalom, Templeton motivációs előadás, Németh László Gimnázium, Budapest, 2016. április 18.
- Miért az ELTE?, portrébeszélgetés az ELTE rektorával, kommunikációs főigazgatójával, Faludi Viktóriával, Pallai Károllyal és Papp Péterrel, Educatio Nemzetközi Oktatási Szakkiállítás, 2015. január 23.[24][130]
- Persze, hogy az ELTE-re jártam!, beszélgetés az ELTE Megéri sorozat keretében, ELTEfeszt, ELTE TTK, 2014. október 10.[131][132]
- Liberty Limited könyvbemutató, felolvasás, dedikálás. Art.Salon:Társalgó Galéria, 2014. március 8.[133]
- Ötéves a Tempevölgy. Magyar Írószövetség székháza, 2014. február 4.[134][135][136]

## Társasági tagság
- European Society for Oceanists (ESfO) - Nijmegen, Hollandia
- Association Internationale de Littérature Comparée (AILC) - Párizs, Franciaország
- Small Island Cultures Research Initiative (SICRI) - Lismore, Ausztrália (ország)
- International Small Island Studies Association (ISISA) - Hawaii, Egyesült Államok
- Association Internationale d’Études Francophones et Comparées sur l’Océan Indien (AIEFCOI) - Port Louis, Mauritius
- Movimiento Poetas del Mundo - Santiago de Chile, Chile
- World Poets' Society (W.P.S.) - Lárisza, Görögország
- World Poetry Movement (WPN) - Medellín, Kolumbia

## Díjak, kitüntetések, ösztöndíjak
- 2016: Naji Naaman Irodalmi Díj (Libanon)
- 2016: Szabó Lőrinc-díj
- 2016: Magyar Templeton Program (Junior Templeton Fellow)
- 2015, 2016: Nemzet Fiatal Tehetségeiért Ösztöndíj (Nemzeti Tehetség Program)
- 2013: Miniszteri kitüntetés (Kulturális Minisztérium, Seychelle-szigetek)
- 2013: 50 tehetséges magyar fiatal
- 2001: Fényi Gyula-díj

## Szerkesztői munkássága

### Folyóiratok
- 2013- Revue FPDV, francia elektronikus művészeti folyóirat - külföldi szerkesztő (Magyarország, Közép-Európa)
- 2012- Vents Alizés, nemzetközi elektronikus szépirodalmi, művészeti, irodalomelméleti folyóirat - alapító főszerkesztő
- 2012- Edisyon Losean Endyen kiadó - alapító, vezető
- 2012- Sipay, Seychelle-szigeteki nyomtatott irodalmi folyóirat - szerkesztő

### Szerkesztett művek
- Magie Faure-Vidot: L'Oasis des mots. Victoria (Seychelle-szigetek): Edisyon Losean Endyen, 2016, 80 p.
- Letan. Vents Alizés folyóirat, n°3. Victoria (Seychelle-szigetek): elektronikus kiadvány (szépirodalom-művészet-irodalomtudomány), 2014, 205 p.
- Partaz. Vents Alizés folyóirat, n°2. Victoria (Seychelle-szigetek): elektronikus kiadvány (szépirodalom-művészet-irodalomtudomány), 2013, 451 p.
- Magie Faure-Vidot: Rêves créoles: Poèmes choisis 1980-2012. Victoria (Seychelle-szigetek): Edisyon Losean Endyen, 2012, 80 p.
- Komansman. Vents Alizés folyóirat, n°1. Victoria (Seychelle-szigetek): elektronikus kiadvány (szépirodalom-művészet-irodalomtudomány), 2012, 244 p.

## Recenziók, kritikák, írások műveiről
- Bene Adrián: Károly Sándor Pallai, Microlectures polynésiennes : Îles, consciences et identités dans la littérature contemporaine de la Polynésie française, Fabula (École Normale Supérieure), Franciaország, 2017. augusztus 8.[137]
- Magie Faure-Vidot: Une analyse psychologique et philosophique de l’identité dans la poésie seychelloise contemporaine: Károly Sándor Pallai : Subjectivités seychelloises, Mondes Francophones, (Louisianai Állami Egyetem, Egyesült Államok), 2017. május 17.[138]
- Bene Adrián: Károly Sándor Pallai, Mosaïque des océans : Idées, identités et enjeux dans les littératures contemporaines de la Caraïbe, de l'océan Indien et de l'Océanie, Fabula (École Normale Supérieure), Franciaország, 2017. március 18.[139]
- Bene Adrián: Károly Sándor Pallai, Subjectivités seychelloises: Identité et insularité dans la poésie seychelloise contemporaine, Fabula (École Normale Supérieure), Franciaország, 2017. március 18.[140]
- Jean-François Samlong: La poésie seychelloise à l’honneur - Károly Sándor Pallai, Subjectivités seychelloises : Identité et insularité dans la poésie seychelloise contemporaine, Mondes Francophones, (Louisianai Állami Egyetem, Egyesült Államok), 2017. február 19.[141]
- Eszter Szép: Liberty Ltd.: Trespassers Prosecuted, Empty Mirror, Washington (állam), Egyesült Államok, 2014. március 13.[142]
- Dr. Gladys M. Francis: Opacity: Liminal Landmine-Bodies (Liberty Limited), Empty Mirror, Washington (állam), Egyesült Államok, 2013. december 23.[72]
- Paul Balagué: Mangeurs d'anémones: Un texte pour mastiquer, Mondes Francophones (Louisianai Állami Egyetem, Egyesült Államok), 2013. október 24.[68]
- Fabrice Farre: Soleils invincibles: Une quête permanente, Mondes Francophones (Louisianai Állami Egyetem, Egyesült Államok), 2013. október 2.[64]
- Anderson Dovilas: La fulgurance déclamatoire de Soleils invincibles de Károly Sándor Pallai, Parole en Archipel (Montréal, Kanada) 2013. január 20.[65]

## Portrék, interjúk, írások róla
- Gerard Govinden: New addition to National Library collection - Károly Sándor Pallai: Subjectivités seychelloises, Seychelles Nation, 2017. július 28. Seychelle-szigetek[143]
- Szelenge Judit: Öregdiákunk Pallai Károly, Fényi Gyula Jezsuita Gimnázium és Kollégium, 2017. május 22.[35]
- Koczka Dániel: Pallai Károly irodalomtörténész, Katolikus Rádió, Követési távolság, 2016. december 20.[144]
- Templeton Program: Dr. Pallai Károly Sándor: Mire jó az irodalom? Egy óceanista vallomásai, Templeton Talks, Közép-Európai Egyetem (CEU), 2016. november 30.[145]
- Nagy L. Éva: Dr. Pallai Károly Sándor, az óceánok és tengerek nagykövete - "Újítónak lenni... ez az, ami éltet", interjú három részben, Montázs Magazin, 2016. november 1-5.[146][147][148]
- Kozma Ágnes: Dr. Pallai Károly Sándor óceanista, kreolista, Vörösmarty Rádió, Esti beszélgetések, 2016. október 12.[149]
- Dr. Paszternák András: Óceánok és tengerek irodalma, Csopa Café, Csodák Palotája, 2016. szeptember 13.[28][29]
- Véghelyi Balázs: Pallai Károly Sándor Óceánia-kutató, MTV, Tessék!, 2016. július 19.[150]
- Hajdu Mariann: Tizenkét nyelven ír, beszél, vagy olvas, Észak-Magyarország, 2016. július 12., 5. old.[151]
- Podmaniczky Szilárd: Először kapott libanoni irodalmi díjat magyar költő, Librarius, 2016. július 1.[152]
- Filip Gabriella: Könyv és kultúrmisszió, Könyvheti Újság, II. Rákóczi Ferenc Megyei és Városi Könyvtár, 2016, 6. old.
- Szepesi Sándor: Alkotómunkájával is népszerűsíti szülőhazáját - Pallai Károly Sándor, Pro Urbe - Miskolc város kitüntetettjei, 2016. május 11., 15. old. (Május 24-én megjelent Miskolci Naplóban[153])
- Kiss Judit: Pallai Károly Sándor, Szabó Lőrinc-díj portréfilm, MiNap, 2016. május 11.[154]
- Gerard Govinden: Young oceanist among the greatests minds of his generation, Seychelles Nation, 2016. április 28. Seychelle-szigetek[155]
- Mazányi Eszter: Kultúrpart - Pallai Károly Sándor, TrendFM, 2016. március 31.[156]
- Podmaniczky Szilárd: Költő, műfordító, óceanista is van a kivételes tehetségek között, Librarius, 2016. március 22.[157]
- Grunda János: Pallai Károly irodalomtörténész, Szent István Rádió, 2016. március 17.[158]
- Miskolci tehetség a Templeton-féle "zseniklubban": Pallai Károly óceanista, Miskolci Napló, 2016. március 14.[159]
- Kecskés Ákos: Pallai Károly Sándor óceanista, irodalmár, költő, műfordító, szerkesztő, Európa Szalon, Európa Rádió, 2016. február 12.[160]
- Laza Dominika: Pallai Károly Sándor költő, szerkesztő, Tálentum, Mária Rádió, 2015. november 21.[161]
- Bóta Gábor: Passzátszéllel Óceániába, Népszava, 2015. február 18., 5. old.[3]
- Dr. Fábri György: Pallai Károly Sándor óceanista, irodalmár, Persze, hogy az ELTE-re jártam - beszélgetés sikeres volt ELTE-sekkel, 2014. október.[131]
- ELTE: Pallai Károly Sándor óceanista, költő (Pallai Károly Sándor is az ELTE-re járt), ELTE Rektori Hivatal, ELTE Megéri videóportré sorozat, 2014. szeptember.[1]
- Tehetség Piactér: Pallai Károly Sándor és Török Ábel együttműködése, MATEHETSZ-Tehetséghidak, 2014. augusztus.[83]
- Tehetség Piactér: Pallai Károly Sándor, Tehetség Piactér mentori interjú, 2014. augusztus.[162]
- Társi István : Do you speak Creole? - Pallai Károly Sándor, Skip magazin, 2014. április.[163]
- Németh Csaba : Pallai Károly Sándor, irodalmár, Irány TV, 2014. március 7.[164]
- Dupur Mitra: Károly Sándor Pallai - harmonizing personal and local efforts on a global scale in poetry, World Poetry Movement, 2013. október 2. Kolumbia[106]
- Vásárhelyi Dávid: Pallai Károly Sándor, költő, Hír7, 2013. augusztus 26.[165]
- Marczisovszky Anna: Pallai Sándor Károly: Egy teljesen új fórumot teremtettünk, Litera, 2013. augusztus 8.[166]
- Gerard Govinden: Ministerial appreciation for Hungarian poet and researcher, Seychelles Nation, 2013. június 28., 11. old. (kreol nyelvű vers, angol nyelvű portré, méltatás - Seychelle-szigetek)[167]
- Békefi Emese: A La Femme ELTE-s felfedezettjei – Az óceánok nagykövete, ELTE Online, 2013. május 2.[110]
- Kujan István: Óceánok, tengerek irodalmát kutatja, Miskolci Napló Online, 2013. május 1.[109]
- Pallai Károly Sándor: Az óceánok és tengerek irodalmai, La Femme 50 tehetséges magyar fiatal különszám, 2013. március, 36. old.
- Pallai Károly Sándor (videóportré), La femme, Budapest: Hotel Corinthia, 2013. március.[111]
- Gerard Govinden: Rezireksyon mityel dan lalang, Seychelles Nation, 2012. május 12., 7. old. (kreol nyelvű vers, francia nyelvű portré - Seychelle-szigetek)[107]
- Artist of the Week (Dimansyon enfini), The People, 2012. március 16., 10. old. (kreol nyelvű vers, francia nyelvű portré - Seychelle-szigetek)[108]

## Versek nemzetközi költészeti fesztiválokon
- Aubes ambrées, Le Printemps des Poètes, Franciaország, 2014.
- Elle. Seule., Festival International de Poésie Cri de Femme, Franciaország, 2013.